# 索内尔·德米尔塔什
索内尔·德米尔塔什（土耳其語：Soner Demirtaş，1991年6月25日—），土耳其男子摔跤运动员。他曾代表土耳其参加2016年夏季奥林匹克运动会摔跤比赛，获得男子自由式74公斤级铜牌。